# (9407) Kimuranaoto
(9407) Kimuranaoto – planetoida z pasa głównego asteroid okrążająca Słońce w ciągu 4 lat i 126 dni w średniej odległości 2,66 j.a. Została odkryta 28 listopada 1994 roku przez Satoru Ōtomo. Przed nadaniem nazwy planetoida nosiła oznaczenie tymczasowe (9407) 1994 WS3.